# Teodoret de Cir
Teodoret din Cir sau din Cyrrhus (în greacă Θεοδώρητος Κύρρου, transliterat: Theodoritos Kirrou; n. 393 d.Hr., Antiohia, Prefectura pretoriană a Orientului, Imperiul Roman – d. 457 d.Hr., Cirus⁠(d), Guvernoratul Alep, Siria) a fost un teolog al școlii antiohiene, comentator biblic și Episcop de Cyrrhus.